# Copa União do Maranhão 2012
In 2012 werd de elfde editie van de Copa União do Maranhão gespeeld voor clubs uit Braziliaanse staat Maranhão. De competitie werd gespeeld van 9 augustus tot 3 december en werd georganiseerd door de FMF. Sampaio Corrêa werd de winnaar en plaatste zich voor de Copa do Brasil 2013.

## Eerste fase
| Plaats | Club           | Wed. | W | G | V | Saldo | Ptn. |
| ------ | -------------- | ---- | - | - | - | ----- | ---- |
| 1.     | Cordino        | 12   | 7 | 3 | 2 | 21:17 | 24   |
| 2.     | Sampaio Corrêa | 12   | 7 | 1 | 4 | 18:15 | 22   |
| 3.     | Imperatriz     | 12   | 5 | 2 | 5 | 24:17 | 17   |
| 4.     | Maranhão       | 12   | 4 | 5 | 3 | 23:17 | 17   |
| 5.     | Moto Club      | 12   | 4 | 2 | 6 | 16:18 | 14   |
| 6.     | Sabiá          | 12   | 3 | 3 | 6 | 8:17  | 12   |
| 7.     | São José       | 12   | 3 | 2 | 7 | 12:21 | 11   |

|  | Geplaatst voor tweede fase |

## Tweede fase
In geval van gelijkspel wint de club met het beste resultaat in de eerste fase. 
|  | halve finale   | halve finale | halve finale | halve finale |  |                | finale | finale | finale | finale |
|  |                |              |              |              |  |                |        |        |        |        |
|  |                |              |              |              |  |                |        |        |        |        |
|  | Maranhão       | 5            | 3            | 8            |  |                |        |        |        |        |
|  | Cordino        | 2            | 3            | 5            |  |                |        |        |        |        |
|  |                |              |              |              |  | Maranhão       | 1      | 0      | 1      |        |
|  |                |              |              |              |  | Sampaio Corrêa | 0      | 1      | 1      |        |
|  | Imperatriz     | 1            | 0            | 1            |  |                |        |        |        |        |
|  | Sampaio Corrêa | 1            | 3            | 4            |  |                |        |        |        |        |

## Kampioen
| Copa União do Maranhão 2012        |
| São Luís                           |
| ---------------------------------- |
| SAMPAIO CORRÊA Kampioen (4° titel) |